# Artemidoro Capitone
Artemidoro Capitone (in greco  Ἀρτεμίδωρος ὁ Καπίτων; II secolo) è stato un medico e grammatico greco antico.

## Biografia
Visse a Roma all'epoca dell'imperatore Adriano (117-138 d.C.) e conobbe Dioscoride.

## Opere
Pubblicò un'edizione delle opere di Ippocrate che, secondo Galeno, fu molto apprezzata dall'imperatore ed era ancora considerata di valore all'epoca dello stesso Galeno, benché Artemidoro venisse accusato di aver alterato notevolmente il testo di Ippocrate, modernizzandone il linguaggio. 